# Brigitte Reid
Brigitte Reid (geb. Bittner; * 22. September 1955 in Weddinghofen, Deutschland) ist eine ehemalige kanadische Hochspringerin.
Bei den British Commonwealth Games 1974 in Christchurch gewann sie Bronze.
Der Olympiaboykott Kanadas verhinderte eine Teilnahme an den Olympischen Spielen 1980. Beim ersatzweise abgehaltenen Liberty Bell Classic holte sie Silber. Eine weitere Silbermedaille folgte bei den Pacific Conference Games 1981.
1982 wurde sie Vierte bei den Commonwealth Games in Brisbane. Bei den Leichtathletik-Weltmeisterschaften 1983 in Helsinki und den Olympischen Spielen 1984 in Los Angeles schied sie in der Qualifikation aus.
1979 wurde sie Kanadische Meisterin. Ihre persönliche Bestleistung von 1,90 m stellte sie am 11. Juli 1983 auf.